# Соколиный Камень (Красноуфимский район)
Соколиный Камень (Соколовский камень) — скала в Красноуфимском округе Свердловской области, геологический, геоморфологический и ботанический природный памятник.

## Географическое положение
Скала Соколиный Камень (Соколовский камень) расположена на правом берегу реки Уфа, в северо-западном окрестностях посёлка Сарана, вблизи дома отдыха «Соколиный камень».

## Описание
Скала с тремя скальными обнажениями высотой до 80 метров с комплексом редкой скальной растительности. Скала является геологическим, геоморфологическим и ботаническим природным памятником.